# Beyond Paradise
Beyond Paradise is een Britse misdaad- en komedieserie van productiemaatschappij Red Planet Pictures, gemaakt voor BBC One. Het is een spin-off van Death in Paradise. In Nederland en België verscheen de serie op BBC First.
Het eerste seizoen, bestaande uit zes afleveringen, verscheen in 2023. Datzelfde jaar kwam ook een kerstspecial uit. In 2024 verschenen er een tweede seizoen, bestaande uit wederom zes afleveringen, en opnieuw een kerstspecial. Een derde seizoen, van eveneens zes afleveringen, kwam uit in 2025.

## Verhaal
Rechercheur Humphrey Goodman verlaat het Caraïbische eilandje Saint-Marie voor zijn grote liefde Martha Lloyd. Na hun verloving verhuist het paar naar Martha's geboorteplaats Shipton Abbott aan de kust van Devon. Daar wonen ze aanvankelijk bij Martha's moeder, Anne Lloyd. Martha wil een eigen restaurantje beginnen, terwijl Humphrey zich aansluit bij het plaatselijke politiekorps. Hier werkt hij aan lastige zaken samen met agent Kelby Hartford, rechercheur Esther Williams en administratief medewerker Margo Martins. Zijn collega’s verbazen zich regelmatig over Goodmans onconventionele, soms sociaal onhandige werkwijzen. In elke aflevering staat een nieuwe zaak centraal. 
Martha en Humphrey hebben zich te verhouden tot onder meer hun nieuwe start, hun wens om een (pleeg)kind te krijgen en de aanwezigheid van Martha's ex-verloofde Archie Hughes.

## Rolverdeling
Een selectie van de cast:
- Kris Marshall als Humphrey Goodman
- Sally Bretton als Martha Lloyd
- Zahra Ahmadi als Esther Williams
- Dylan Llewellyn als Kelby Hartford
- Felicity Montagu als Margo Martins

- Melina Sinadinou als Zoe Williams
- Jamie Bamber als Archie Hughes
- Barbara Flynn als Anne Lloyd
- Peter Davison als Peter/Richard Baxter
- Jade Harrison als Charlie Woods